# Tachlowini Gabriyesos
Tachlowini Gabriyesos (1º gennaio 1998) è un maratoneta eritreo, che dal 2019 rappresenta nelle competizioni internazionali la squadra degli Atleti Olimpici Rifugiati.

## Biografia
Quando aveva 12 anni è scappato dal suo paese d'origine, l'Eritrea, attraversando a piedi l'Etiopia e l'Egitto (tra cui il deserto del Sinai) per raggiungere Israele. Vive e si allena a Tel Aviv dove corre per il team Hapoel Emek Hafer, sostenuto da una borsa di studio per atleti rifugiati del CIO.
È stato selezionato come uno dei sei atleti a competere per la squadra dei rifugiati ai campionati mondiali del 2019 di Doha dove ha corso i 5000 m.
Alla seconda maratona della carriera, ha ottenuto il minimo per qualificarsi per i Giochi olimpici di Tokyo. 
Fu scelto come portabandiera, insieme alla nuotatrice Yusra Mardini, degli Atleti Olimpici Rifugiati durante la cerimonia di apertura dei Giochi di Tokyo. Tachlowini è giunto 36° nella maratona.

## Palmarès
| Anno                                              | Manifestazione   | Sede              | Evento         | Risultato | Prestazione | Note  |
| ------------------------------------------------- | ---------------- | ----------------- | -------------- | --------- | ----------- | ----- |
| In rappresentanza degli Atleti Olimpici Rifugiati |                  |                   |                |           |             |       |
| 2019                                              | Mondiali         | Doha              | 5000 m piani   | Batteria  | 14'28"11    |       |
| 2021                                              | Olimpiadi        | Tokyo             | Maratona       | 16º       | 2h14'02"    |       |
| 2021                                              | Europei di cross | Dublino           | Corsa seniores | 49º       | 32'19"      | [ 5 ] |
| 2022                                              | Europei          | Monaco di Baviera | Maratona       | dnf       | dnf         | [ 6 ] |
| 2022                                              | Europei di cross | Venaria Reale     | Corsa seniores | 51º       | 31'38"      | [ 7 ] |
| 2024                                              | Giochi olimpici  | Parigi            | Maratona       | 42º       | 2h12'47"    |       |

## Altre competizioni internazionali
2021
- 33º agli Coppa Europa dei 10000 metri ( Birmingham), 10000 m piani - 30'29"91

2022
- 21º alla Maratona di Siviglia ( Siviglia) - 2h10'09"
- 19º agli Coppa Europa dei 10000 metri ( Pacé), 10000 m piani - 30'36"01

2023
- 19º alla Maratona di Siviglia ( Siviglia) - 2h09'00"

2024
- 28º alla Maratona di Siviglia ( Siviglia) - 2h09'07"